# Stefan Schmeckenbecher
Stefan Schmeckenbecher (* 10. Februar 1981 in Tübingen) ist ein deutscher Volleyball- und Beachvolleyballspieler.

## Karriere Halle
Schmeckenbecher spielte seit 1992 Hallenvolleyball beim TV Rottenburg. Als 15-Jähriger kam er in die erste Mannschaft, mit der er in den Folgejahren aus der Oberliga über die Regionalliga in die 2. Bundesliga aufstieg. Nach einer Saison beim Ligakonkurrenten SV Fellbach kehrte er nach Rottenburg zurück und stieg 2006 und 2008 zweimal in die 1. Bundesliga auf.

## Karriere Beach
Schmeckenbecher war seit 1999 auch im Beachvolleyball aktiv. Bis 2004 spielte er an der Seite von Martin Kern auf nationalen Turnieren. 2005 spielte er mit Erik Schmidt und danach zwei Jahre mit Axel Ziethe, mit dem er 2006 erstmals an den deutschen Meisterschaften in Timmendorfer Strand teilnahm. Mit Raimund Wenning nahm er von 2008 bis 2010 dreimal in Folge an den deutschen Meisterschaften teil und hatte mit Platz sieben 2009 die beste Platzierung. 2011 bildete Schmeckenbecher mit Stefan Schneider ein Duo.

## Trainer und Funktionär
Schmeckenbecher ist seit 2007 lizenzierter A-Beachvolleyball-Trainer. Seit 2013 leitet er die Volleyball-Abteilung des TV Rottenburg.

## Berufliches
Schmeckenbecher studierte an der Universität Tübingen Politologie und Pädagogik und arbeitet heute als Schulsozialarbeiter in Rottenburg.

## Privates
Schmeckenbecher ist seit 2010 mit der ehemaligen Beachvolleyballspielerin Okka Rau verheiratet.